# Kevin Shawcross
Pour les articles homonymes, voir Shawcross.
Kevin Shawcross, né le 3 décembre 1948 à Lithgow et mort le 3 juin 1987, est un joueur professionnel de squash représentant l'Australie. Il atteint en avril 1980 la 13e place mondiale sur le circuit international, son meilleur classement. Il est champion du monde amateur en 1976. Il est membre du Squash Australia Hall of Fame depuis avril 2008.

## Biographie
Lorsque Kevin Shawcross bat l'Africain du Sud Dave Scott pour remporter le championnat du monde amateur de 1976, ce personnage plus grand que nature avait rempli toutes les promesses qu'il avait faites en apprenant le jeu sur les courts de squash de ses parents dans la ville de Lithgow, en Nouvelle-Galles du Sud.
Kevin avait 28 ans à l'époque et s'était déjà taillé une réputation de véritable personnage du jeu.
Avec un poids de 101 kilos , Kevin était bâti plus comme un footballeur australien que comme un joueur de squash, mais son incroyable capacité naturelle faisait plus que compenser sa taille.
Les joueurs pakistanais avec lesquels il était très ami le considéraient comme un Dieu, car ils ne pouvaient pas croire qu'un joueur aussi grand puisse jouer aussi bien.
Kevin Shawcross aimait vivre pleinement sa vie et était très populaire en Angleterre et en Irlande, où il faisait des exhibitions gratuites et se mêlait aux fans bien après un tournoi.
Kevin Shawcross a eu du mal à s'installer une fois qu'il a quitté le circuit, car la vie de professionnel de la tournée lui manquait.
Si le point culminant de sa carrière a été son titre mondial en 1976, Kevin a également remporté une série d'autres tournois, dont les Open de Suisse et de Nouvelle-Zélande en 1976 (il est devenu professionnel après sa victoire mondiale en tant qu'amateur cette année-là), et les titres amateurs d'Australie, de Grande-Bretagne et de Nouvelle-Galles du Sud en 1975.
Il a également remporté l'Open de Scandinavie en 1975.
Kevin Shawcross a joué dans les équipes de Nouvelle-Galles du Sud et d'Australie de 1964 à 1976, sa dernière apparition pour l'Australie étant le championnat du monde masculin par équipes de 1976.
L'ancien no 1 mondial australien David Palmer a appris le squash sur les courts construits par le père de Kevin à Lithgow en 1960.